# 超!放送局
超!放送局（ちょうほうそうきょく）は、かつて存在したドワンゴとその関連会社（文化放送との合弁会社）AG-ONEが、共同で運営するウェブサイト、超!アニメロ内にあるインターネットラジオ配信サイトであった。アニラジ系のインターネットラジオ番組のほか、ドワンゴ提供の地上波ラジオ番組のバックナンバー配信も行っていた。
2008年4月よりニコニコ動画内のニコニコアニメチャンネルに統合され配信されている。番組を聴くにはニコニコ動画のアカウントが必要である。これに伴い、これまでwma/asf形式で配信されていたものが、全てMP4形式に変更されていた。
最後に放送していたラジオ番組『RADIOアニメロミックス』が2019年3月に放送終了したため、これをもって、全ての番組が終了となった。

## 放送を終了した番組
- 牧野由依の大門ドロビッチ（牧野由依）
- はれちゃった歌種日和（霜月はるか、片霧烈火、茶太）
- まさや・ばんばん しぼりたて熊!（小野坂昌也、板東愛）
- RADIOアニメロミックス〜ひぐらしのなく頃に編〜（中原麻衣、小林ゆう（リピート放送））
- 皆川純子のビタミンR（皆川純子、内匠靖明）
- サーカス情報局 ボルケーノR（くま坂らま男、かゆらゆか）
- 寺島・鈴木のちょっとこいや♥（寺島拓篤、鈴木智晴）
- 桑鈴ラジオZOMBIE-LOAN（桑島法子、鈴村健一）
- 妖玄坂不動さん 大門支部（甲斐田ゆき）
- ななついろ★RADIO!（結本ミチル、後藤麻衣）
- ああのるどしゅわるつねっがぁぁ（ああ (savage genius)）
- ラジオどっとあい 阿澄佳奈のあすみのやすみは部屋のすみ（阿澄佳奈）
- Uのやればできるらじお（U）
- アクターズゲート メガ×ポジradio（藤田由美子、水谷直樹）
- アニメロミックスPresents Say! GoodLuck!（平野綾、鷲崎健）
- ラジオどっとあい 加藤英美里のナンカとマキアート（加藤英美里）
- まみことよーこのお・ま・た・ん!?（能登麻美子、本多陽子）
- 高橋直純Trouble Maker（高橋直純、HILUMA）
- 声優グランプリpresents どうぞご歓談ください。おい！寺尾（岸尾だいすけ、寺島拓篤）
- A&Gアカデミー課外授業 のび太のアニメチックワールド!（長谷川のび太）
- 森永理科のアウトローラジオ（森永理科）
- プラス+プラス（岡本寛志、赤羽根健治）
- 声タマ★ロッカールーム（上岡麻佳、富田沙織、安田早希、冨田早矢香）
- アクターズゲート 我流!下田屋名取（下田屋有依、名取隆晃）
- かーずラジオ〜夏子乗せ〜（かーず、桑谷夏子）
- 花澤香菜のひとりでできるかな?（花澤香菜）
- ラジオ・ラブルートゼロ from ラビリンス（浅川悠、柿原徹也）
- 金田朋子・保村真のエアラジオ（金田朋子、保村真）
- 電撃文庫webラジオ 喜多村市立竹本学園（喜多村英梨、竹本英史）
- 水沢史絵の他人の家の犬（水沢史絵）
- アニメ文化通信（長谷川のび太、氷川竜介、坂祥美（編集部員））
- ラジオどっとあい 水原薫のくしカツワイド（水原薫）
- ラジオどっとあい 早見沙織のぽじてぃ部〜Sweetsな放課後（早見沙織）
- えりとえみりのらじおふぁいなる・あぷろーちポータブル（仙台エリ、加藤英美里）
- 桃井はるこの超!モモーイ（桃井はるこ）
- THE IDOLM@STER RADIO（たかはし智秋、今井麻美）
- リトルノンのレッツゴー★ハッピー（Little Non）
- ダ・カーポ〜GS RADIO〜（鈴木達央、鈴木裕斗、堀江一眞）
- 近江知永の「す」!（近江知永）
- Jelly BeansのColorful Mix（有希、朝倉さくら）
- RADIOアニメロミックス
- 小山力也×広橋涼のあかね色に染まるラジオ（小山力也、広橋涼）
- 石川英郎のDear Girl 〜Lesson〜（石川英郎、鈴木裕斗、野見山修、奥薗裕也）